# Nina Derron
Nina Derron (* 22. Februar 1993 in Zürich) ist eine Schweizer Triathletin. Sie ist Junioren-Schweizermeisterin Triathlon, Duathlon und Strassenlauf über 10 Kilometer. Sie wird in der Bestenliste Schweizer Triathletinnen auf der Ironman-Distanz geführt.

## Werdegang

### Junioren-Schweizermeisterin Triathlon und Duathlon 2011
Nina Derron startete bereits als Sechsjährige bei ihrem ersten Triathlon und 2011 wurde sie Schweizermeisterin bei den Juniorinnen im Triathlon (750 m Schwimmen, 20 km Radfahren und 5 km Laufen) wie auch im Duathlon. 2012 wurde sie Junioren-Schweizermeisterin im Strassenlauf über 10 km.
Im August 2016 belegte sie als beste Schweizerin bei den Ironman 70.3 European Championships in Wiesbaden den 13. Rang. Beim Triathlon EDF Alpe d’Huez wurde die damals 24-Jährige im Juli 2017 auf der Triathlon-Langdistanz Vierte in den französischen Alpen (2,2 km Schwimmen, 118 km Radfahren und 20 km Laufen).
Im Februar 2018 konnte sie beim Ironman 70.3 Geelong ihren ersten Sieg auf der Mitteldistanz erzielen (1,9 km Schwimmen, 90 km Radfahren und 21,1 km Laufen). Im Oktober wurde sie auf Ibiza Fünfte bei der Europameisterschaft auf der Mitteldistanz.
Im April 2019 wurde sie Zweite beim Ironman 70.3 Marbella und im Juli auch Zweite auf der Langdistanz in Spanien bei der Erstaustragung des Ironman Vitoria-Gasteiz.
Im Mai 2023 belegte Derron in Spanien den 15. Rang bei der ITU-Weltmeisterschaft auf der Triathlon-Langdistanz und im März 2025 wurde die 32-Jährige Dritte im Ironman New Zealand.
Sie wird trainiert von Susie Langley und Brett Sutton. Ihr Ziel ist mit dem Wechsel auf die Langdistanz ein Startplatz beim Ironman Hawaii. Nina Derron lebt in Zürich und studiert an der ETH Zürich Gesundheitswissenschaften und Technologie.

### Privates
Nina Derron kommt aus einer sportlichen Familie – schon ihr Grossvater wurde als Schwimmer Schweizermeister. Auch ihre beiden jüngeren Schwestern Julie (* 1996) und Michelle (* 1994) sind ebenso als Triathletinnen im Weltcup aktiv.
Nina Derron studiert Gesundheitswissenschaften und Technologie an der ETH Zürich.

## Sportliche Erfolge
| Datum/Jahr    | Rang | Wettbewerb                 | Austragungsort | Zeit     | Bemerkung                                                                                                 |
| ------------- | ---- | -------------------------- | -------------- | -------- | --- |
| 4. Feb. 2018  | 4    | Hell of the West Triathlon | Queensland     | 04:11:04 | [ 4 ] |
| 6. Aug. 2017  | 3    | St. Moritz Triathlon       | St. Moritz     |          | Dritte hinter Laura Philipp und Bárbara Riveros Díaz (500 m Schwimmen, 20 km Radfahren und 6,6 km Laufen) |
| 23. Mai 2017  | 1    | Frauenfelder Triathlon     | Frauenfeld     | 01:41.25 | |
| 14. Aug. 2016 | 13   | Ironman 70.3 Germany       | Wiesbaden      | 04:55:38 | bester Schweizerin bei den Ironman 70.3 European Championships                                            |
| 23. Juli 2016 | 3    | 5150 Zurich                | Zürich         |          | |

| Datum/Jahr    | Rang | Wettbewerb                                           | Austragungsort    | Zeit       | Bemerkung |
| ------------- | ---- | ---------------------------------------------------- | ----------------- | ---------- | --- |
| 30. Juli 2025 | 2    | Triathlon EDF Alpe d’Huez                            | Alpe d’Huez       | 06:23:07   | auf der Langdistanz, hinter Alanis Siffert                                                                             |
| 6. Juli 2025  | 7    | Challenge Roth                                       | Roth              | 08:53:00   | |
| 1. März 2025  | 3    | Ironman New Zealand                                  | Taupō             | 08:57:48   | persönliche Bestzeit auf der Ironman-Distanz                                                                           |
| 19. Okt. 2024 | 4    | Ironman 70.3 Cascais                                 | Cascais           | 04:18:17   | |
| 21. Juli 2024 | 6    | Ironman USA                                          | Lake Placid       | 09:25:18   | |
| 2. Juni 2024  | 4    | Ironman 70.3 Switzerland                             | Rapperswil-Jona   | 04:03:19   | verkürzte Distanz |
| 18. Sep. 2023 | 5    | Ironman 70.3 Knokke-Heist                            | Knokke-Heist      | 04:16:41   | bei der Erstaustragung                                                                                                 |
| 15. Aug. 2023 | 4    | Embrunman                                            | Embrun            | 11:33:39   | auf der Langdistanz |
| 7. Mai 2023   | 15   | ITU Long Distance Triathlon World Championships      | Ibiza             | 06:47:13   | Weltmeisterschaft auf der Triathlon-Langdistanz                                                                        |
| 16. Okt. 2022 | 5    | Ironman 70.3 Cascais                                 | Cascais           | 04:26:02   | |
| 25. Nov. 2022 | 12   | Ironman Israel                                       | Tiberias          | 09:40:48   | bei der Erstaustragung                                                                                                 |
| 12. Okt. 2019 | 27   | Ironman Hawaii                                       | Hawaii            | 09:46:27   | |
| 14. Juli 2019 | 2    | Ironman Vitoria-Gasteiz                              | Vitoria-Gasteiz   | 09:05:33   | persönliche Bestzeit auf der Ironman-Distanz bei der Erstaustragung                                                    |
| 25. Mai 2019  | 6    | Ironman Lanzarote                                    | Puerto del Carmen | 10:20:41   | |
| 27. Apr. 2019 | 2    | Ironman 70.3 Marbella                                | Marbella          | 04:39:13   | |
| 28. Okt. 2018 | 5    | ETU Middle Distance Triathlon European Championships | Ibiza             | 03:17:39   | Europameisterschaft auf der Halbdistanz                                                                                |
| 16. Sep. 2018 | 2    | Ironman 70.3 Nizza                                   | Nizza             | 04:50:12   | |
| 26. Aug. 2018 | 4    | Trans Vorarlberg Triathlon                           | Bregenz           | 04:27:57,6 | |
| 29. Juli 2018 | 6    | Ironman Switzerland                                  | Zürich            | 09:31:50   | |
| 15. Juli 2018 | 1    | TriStar111 Rorschach                                 | Rorschach         | 04:06:17   | 1 km Schwimmen, 100 km Radfahren und 10 km Laufen                                                                      |
| 18. Feb. 2018 | 1    | Ironman 70.3 Geelong                                 | Geelong           | 04:26:12   | |
| 14. Aug. 2017 | 1    | Schaffhauser Triathlon                               | Schaffhausen      |            | Siegerin auf der Langdistanz                                                                                           |
| 27. Juli 2017 | 4    | Triathlon EDF Alpe d’Huez                            | Alpe d’Huez       | 06:58:57   | auf der Langdistanz (2,2 km Schwimmen, 118 km Radfahren und 20 km Laufen) hinter der Siegerin Tine Deckers aus Belgien |
| 11. Juni 2017 | 3    | Ironman 70.3 Switzerland                             | Rapperswil-Jona   | 04:28:02   | |

(DNF – Did Not Finish)